# Nagyugróc
Nagyugróc (szlovákul Veľké Uherce) község Szlovákiában, a Trencséni kerületben, a Simonyi járásban.

## Fekvése
Simonytól 6 km-re délkeletre fekszik.

## Története
A falu területén már a történelem előtti időkben is éltek emberek. A régészeti leletek tanúsága szerint Kis- és Nagyugróc határán földvár, ennek közelében pedig település feküdt, melyet a vaskorban a hallstatti, majd a puhói és a La Tène-kultúra embere lakott és még a korai római korban is használatos volt.
1274-ben Vgrivch néven említik először abban az oklevélben, melyben IV. László király a falut Csák nembeli Istvánnak, a nagyhatalmú Csák nemzetség tagjának, Csák Máté nagybátyjának adja. 1293-ban Vgrovch, 1321-ben Vgroch, 1352-ben Nogvgrouch, Magna Wgrouch néven szerepel az oklevelekben.
Szent Mihály templomát, Miklós nevű papját és plébániáját az 1332 és 1337 között kelt pápai tizedjegyzék már említi. 1388-ban Éleskő várának tartozéka. 1527-ben a Kistapolcsányi család birtoka, részben pedig a Bossányiaké. 1536-ban 18 adózó portája volt. 1561-ben az egyházi vizitáció még megemlíti, hogy a templom a katolikusoké, de ezután a reformátusoké lett. A katolikus plébániát csak 1681-ben említik újra. 1601-ben hat kúria, iskola, plébánia, 3 major, 3 malom és 69 ház állt a településen. A 17. század elején Bossányi Mihály a sorozatos török támadások ellen várkastélyt építtetett ide. A község pecsétje 1646-ban készült. Később birtokosai a Révay, Kubínyi, Rudnay, Sipeky és Majláth családok voltak. 1715-ben 36 adózó háztartással rendelkezett.
Üveggyárát 1827-ben alapították. 1828-ban 96 házában 654 lakos élt. 1844-ben a kastélyt és a birtokot a Keglevich család szerezte meg. Tőlük 1865-ben a Thonet család vásárolta meg, akik bútor és parkettagyárat alapítottak itt.
Vályi András szerint „Nagy, és Kis Ugrócz. Két tót falu Bars Várm. földes Urai Majthényi, Bossányi, és több Urak, lakosaik katolikusok, Kis-Ugrócz N. Ugrócznak filiája; határjaik középszerűek.”
Fényes Elek szerint „Ugrócz (Nagy-), (Uhercza Welke), Bars, most A. Nyitra v. tót falu, Oszlánhoz 1/2 mfld, 653 kathol. lak. Kath. paroch. templom. Szép kastély és kert. Erdeje, gyümölcse, szénája, juha sok. F. u. gr. Majláth.”
A trianoni békeszerződésig Bars vármegye Oszlányi járásához tartozott.

## Népessége
| Év:            | 1994. | 2004.   | 2014.   | 2024.   |
| -------------- | ----- | ------- | ------- | ------- |
| Emberek száma: | 1897  | 1983    | 2025    | 1980    |
| Eltérés:       |       | +4,53 % | +2,11 % | -2,22 % |

| Év:            | 2023. | 2024.   |
| -------------- | ----- | ------- |
| Emberek száma: | 1998  | 1980    |
| Eltérés:       |       | -0,90 % |

1910-ben 1907 lakosából 1459 szlovák, 222 magyar, 210 német, 1 horvát és 15 egyéb anyanyelvű.
2001-ben 1964 lakosából 1944 szlovák volt.
2011-ben 2007 lakosából 1943 szlovák volt.
2021-ben 1990 lakosából 3 (+1) magyar, 1 ruszin, 1941 (+5) szlovák, 21 (+6) egyéb és 24 ismeretlen nemzetiségű volt.

## Neves személyek
- 1820-ban megfordult itt gróf Mailáth János (1786–1855) német-magyar történetíró, publicista és költő.
- Itt született 1951-ben František Laurinec szlovák jogász, a Szlovák labdarúgó-szövetség korábbi elnöke.

## Nevezetességei
- Késő reneszánsz várkastélyát a Bossányiak építtették a 17. században. A 18. században barokk stílusban átalakították, majd 1845-60 között neogótikus stílusban alakították át a Keglevichek. A századforduló táján a Thonet testvérek pazar pompával rendezték be, ma iskola.
- Szent Mihály arkangyal tiszteletére szentelt római katolikus temploma gótikus eredetű. 1332-ben már állt, 1669-ben reneszánsz stílusban építették át.
- Nagyboldogasszony-kápolnáját 1852-ben szentelték fel.

## Külső hivatkozások
- Hivatalos oldal
- Községinfó
- Nagyugróc Szlovákia térképén
- E-obce.sk Archiválva 2007. szeptember 11-i dátummal a Wayback Machine-ben
- A termelő szövetkezet honlapja
- A kastély története (szlovák)